# Mémorial de Sun Yat-sen (Canton)
Ne doit pas être confondu avec Mémorial de Sun Yat-sen (Taipei).

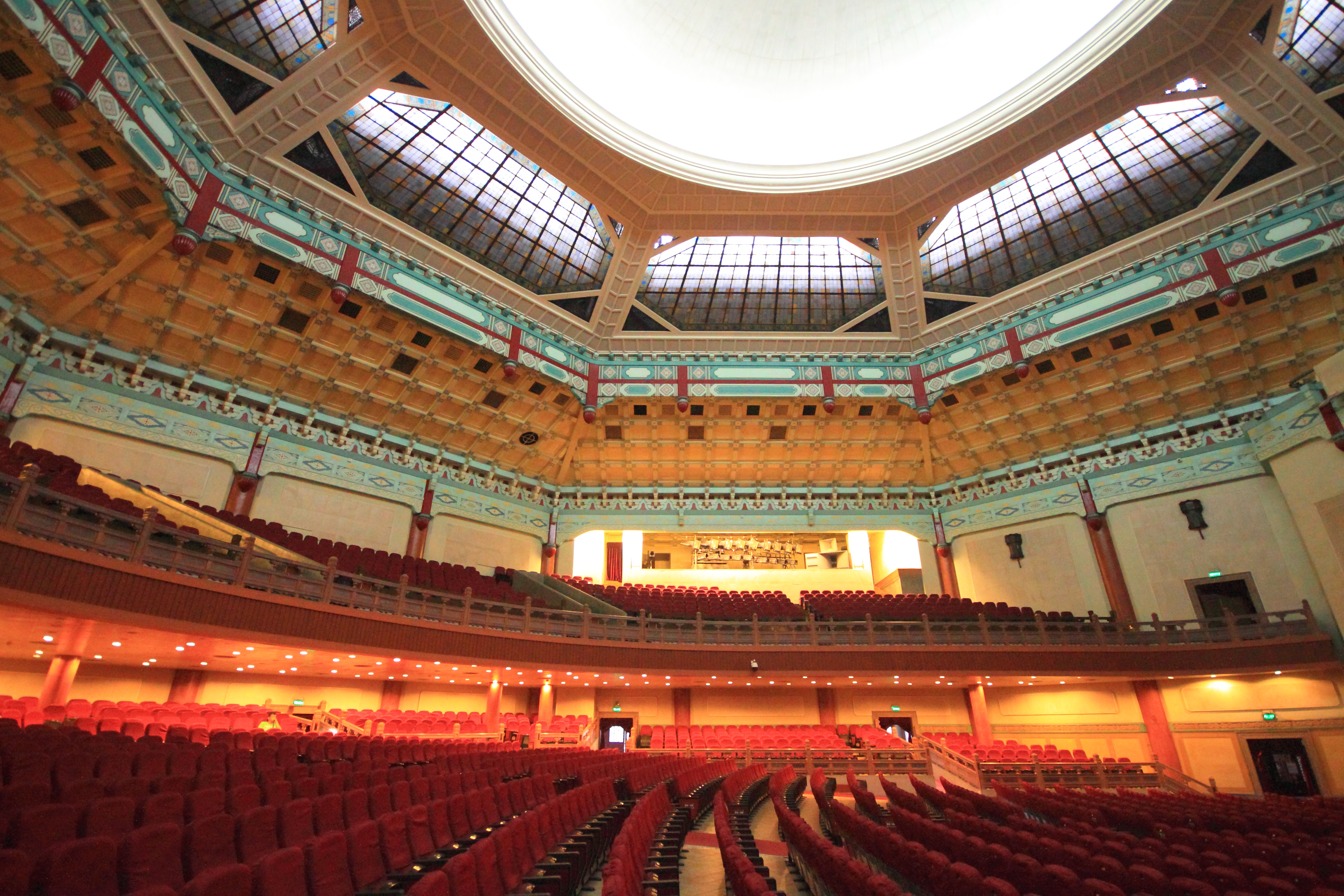
La salle de concert à l'intérieur du mémorial de Sun Yat-sen.

La mémorial de Sun Yat-Sen à Canton (chinois : 中山紀念堂) est un monument qui a été construit en l'honneur de Sun Yat-sen, le premier président de la République chinoise, inauguré en 1929 dans le prolongement du district de Yuexiu à Canton, Guangdong, Chine. Il a été dessiné par Yànzhí Lǚ, l'architecte qui a aussi dessiné le monument de Sun Yat-Sen à Canton et le mausolée de Sun Yat-sen à Nankin,.